# Ateuchus loricatus
Ateuchus loricatus là một loài bọ cánh cứng trong họ Bọ hung (Scarabaeidae).